# 벨니아스
벨니아스 (카울리니스 세니스) (Velnias (Kaulinis senis))는 리투아니아 연대기에 나오는 두 명의 창조신 중 한 명이다. 
페르쿠나스, 파트림파스와 같이 언급되는 리투아니아 신화의 세 명의 주요신 중 한 명으로 파툴라스와 동일시 되기도 한다.
벨니아스는 디에바스의 상대역으로는 다른 역할로 표현되나, 14세기 후반 리투아니아에 기독교가 들어온 뒤의 악마로 인식된다. 
지하 세계의 신으로 지구상에 있는 사람들의 숨겨진 보물을 보호한다.
벨니아스는 특히 사후 세계와 밀접하게 연관되어 있다. 벨니아스의 주된 역할은 보물과 가난한 자들을 보호하고, 정직하지 않은 사람들 (사악한 자, 사람을 학대 하는 자, 악당, 주정뱅이들)을 처벌한다.
가장 오래된 몇 안되는 벨니아스는 지하에 살면서 지구의 보물과 식생에 필요한 물을 보호하며, 동굴의 생물들과 가깝게 지낸다. 가뭄이 있는 동안, 페르쿠나스 (Perkūnas)에게 추격당하고 살해된다. 
이들은 다음과 같이 묘사되는데 조류 또는 동물 형태의 신으로 묘사된다. 새 (까마귀, 큰까마귀, 오리), 가축 (고양이, 여우, 고슴도치, 소, 말), 파충류 (뱀, 메뚜기). 신으로 의인화 된 존재 (녹색 모자를 쓴 작은 남자, 젊은이, 고블린 등)이었다. 그는 숲속, 늪지대, 동굴, 들판, 바위 밑이나 계곡, 지하에서 벨니아스들 속에 살고 있다.
14세기 후반 리투아니아에 기독교가 들어오면서 벨니아스는 악마(사탄)으로 인식이 바뀌게 되었다. 그러면서 발트 신화에서의 모습과는 달리 땅으로 올라와 사람들은 죄의 길로 이끄는 역할로 바뀌었다. 벨니아스는 박해의 대상이 되었는데 반인반수에 검은 피부와 꼬리, 말발굽을 가진 모습으로 표현된다.